# Villa Serrana La Gruta
Villa Serrana La Gruta es una pintoresca localidad del partido de Tornquist, provincia de Buenos Aires, Argentina, a 35 km de sierra de La Ventana, sobre la ruta provincial 76, camino a la ciudad de Tornquist, y a 3 minutos del sector del cerro Ventana.
Es digna de destacar la capilla de Nuestra Señora de Fátima, donde anualmente se realizan peregrinaciones.

## Población
Fue fundada el 2 de diciembre de 1970, cuando comienzan las actividades de la sociedad de fomento.
Cuenta con 52 habitantes (Indec, 2010), lo que representa un incremento del 27% frente a los 41 habitantes (Indec, 2001) del censo anterior.
| Gráfica de evolución demográfica de Villa Serrana La Gruta entre 1991 y 2010 |
|                                                                              |
| Fuente: Censos nacionales del INDEC                                          |

## Imágenes

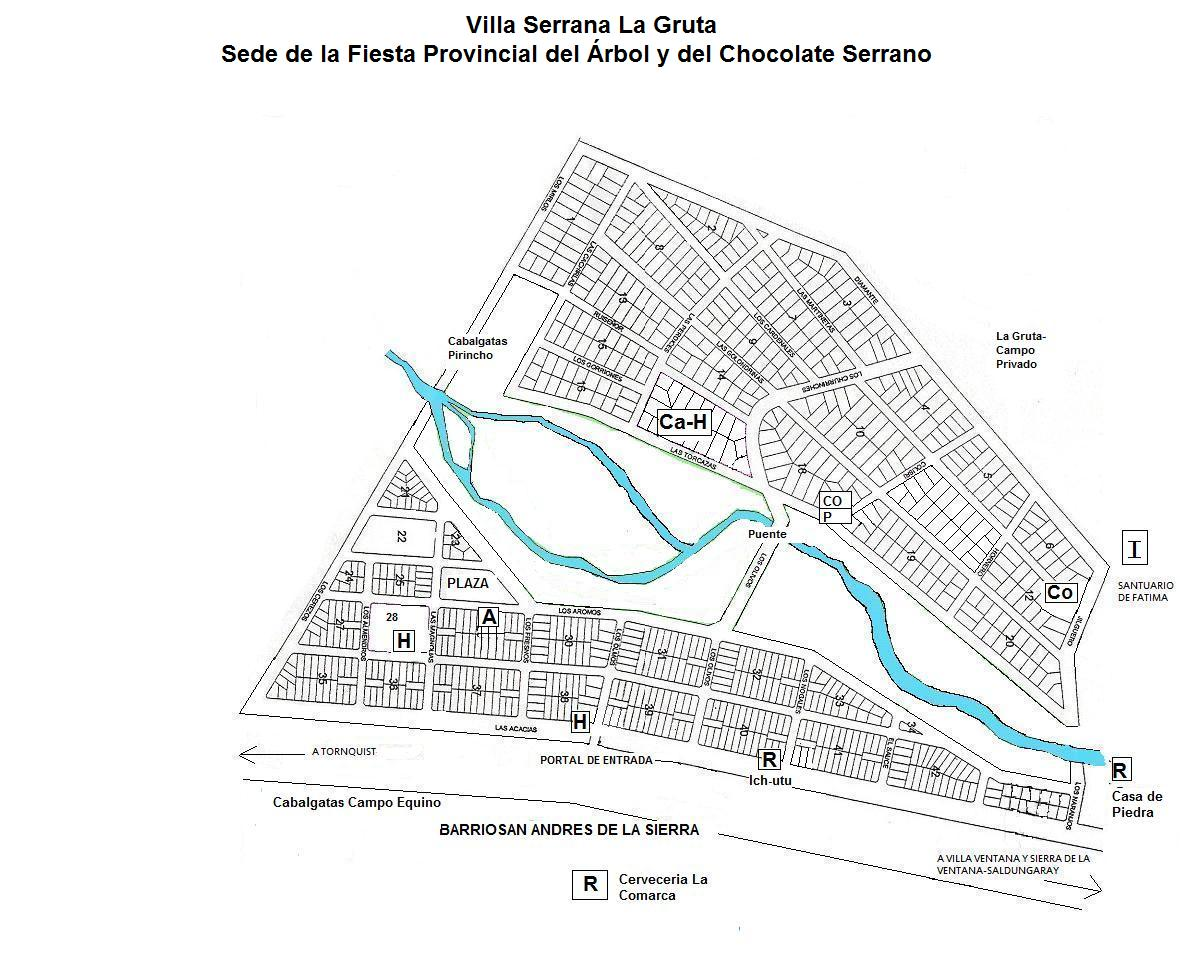
Plano de la villa con referencias.
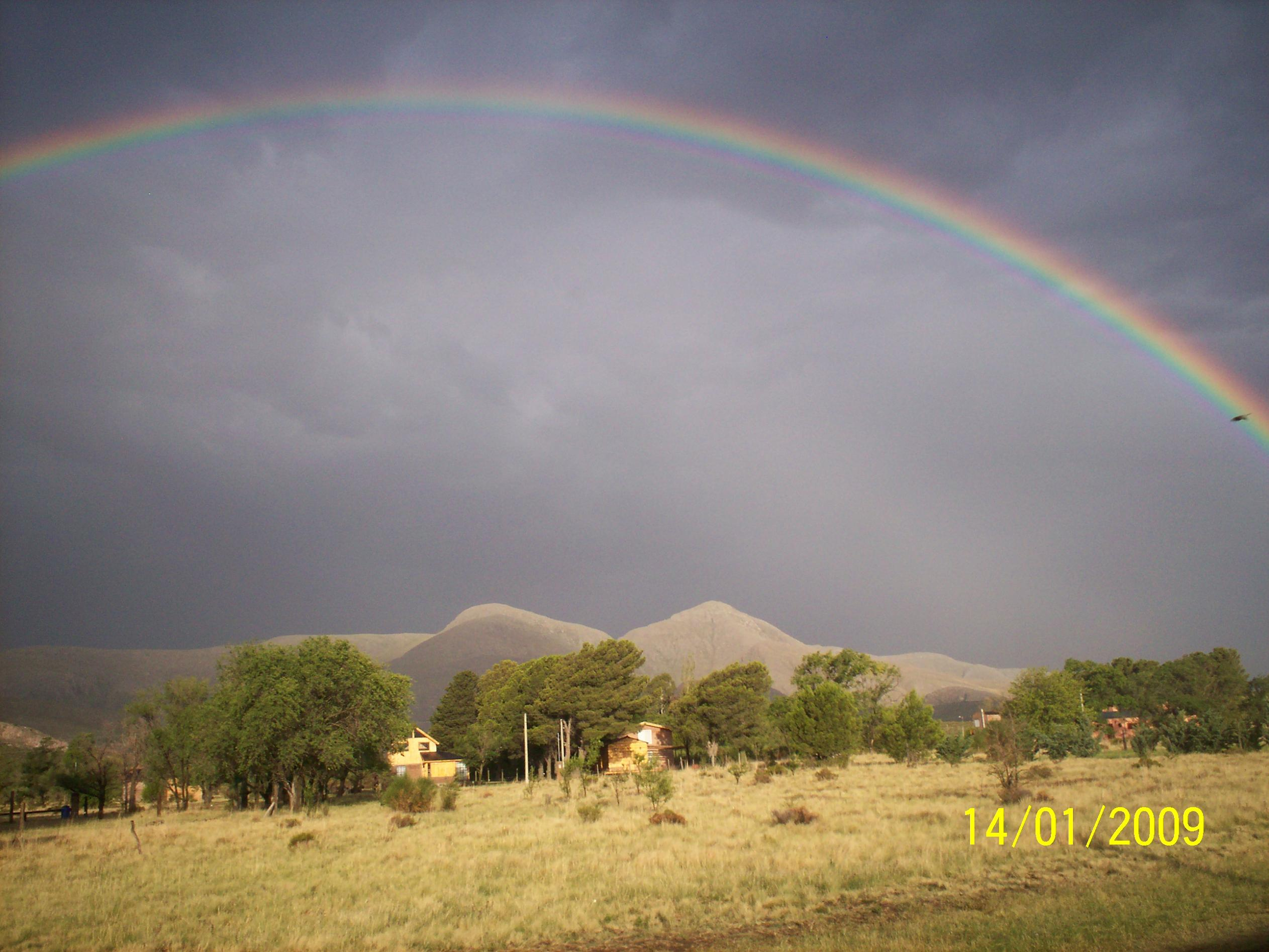
Arco iris grutense.
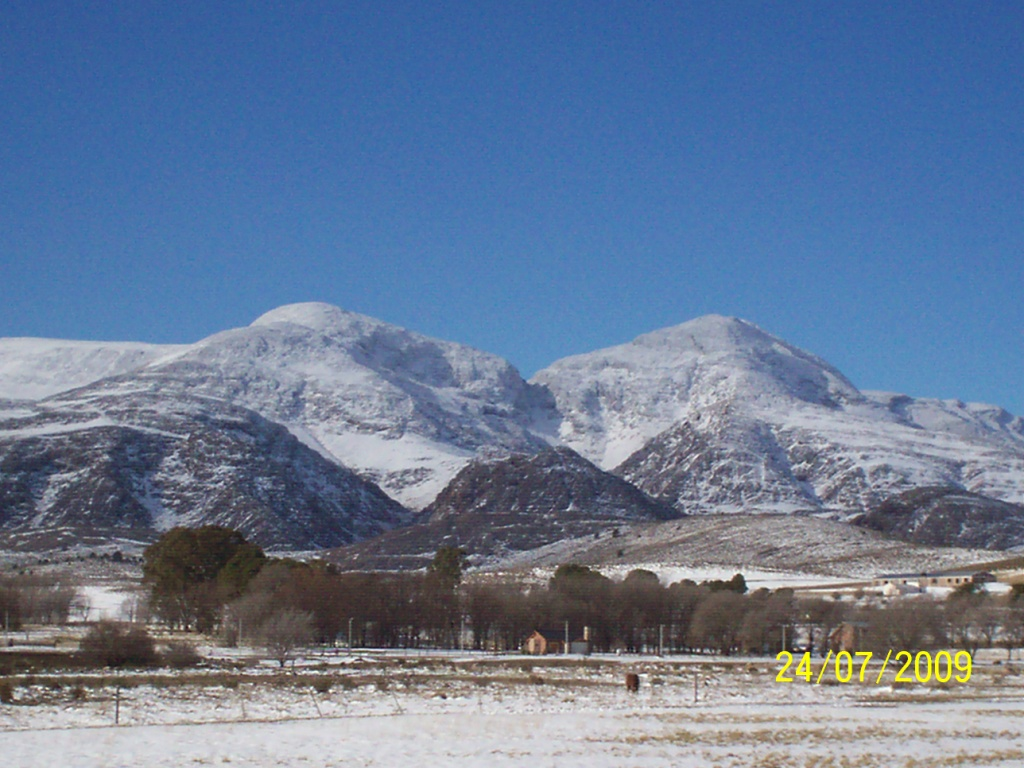
Nevada Julio 2009.
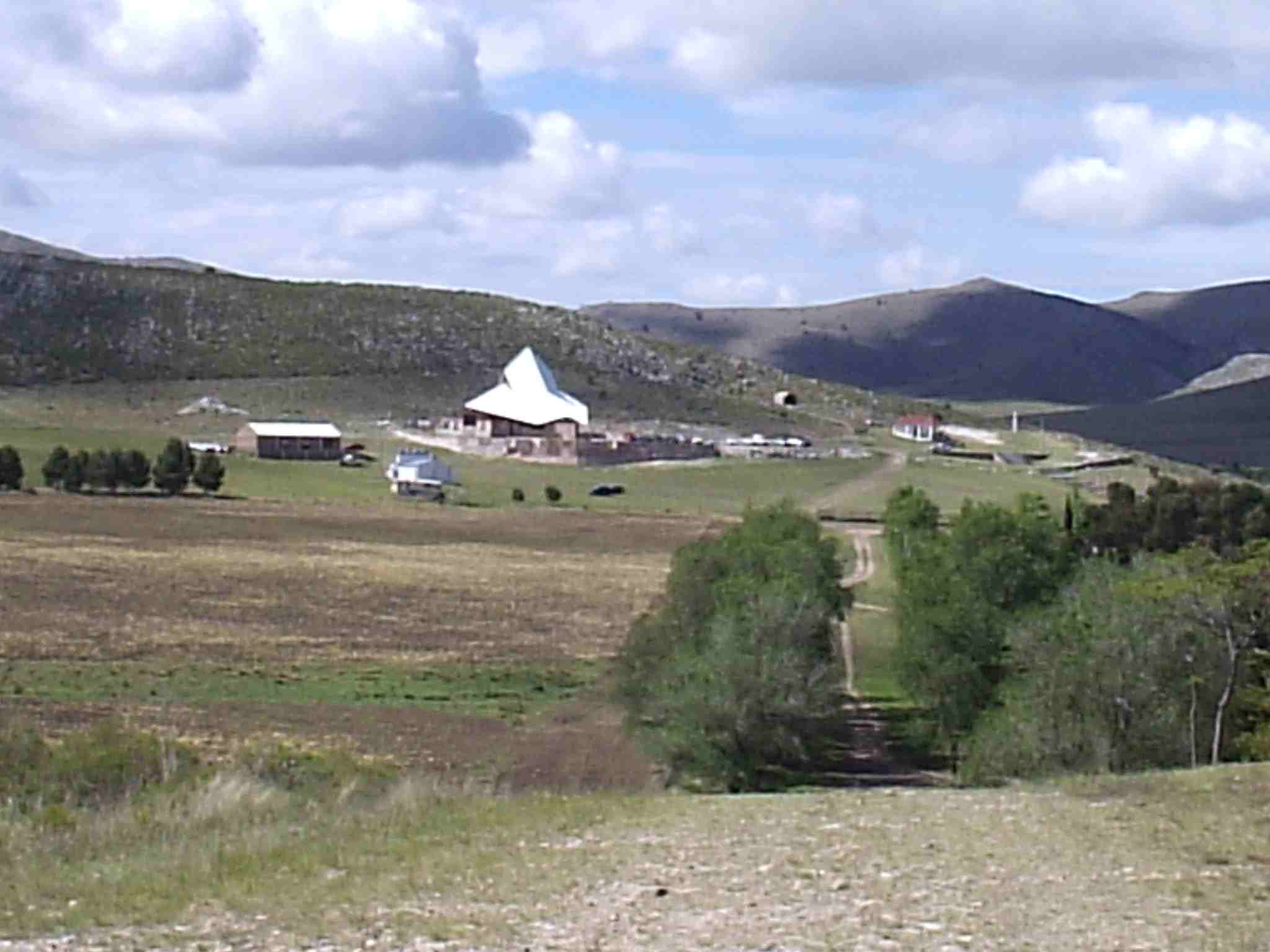
Santuario Nuestra Señora de Fátima.

## Historia
Villa serrana La Gruta pertenecía a la Estancia “La Ventana”, propiedad de la familia Tornquist. Fue Martín Tornquist, hijo de Ernesto Tornquist quien vende a Pablo Müller 912 ha el 29 de marzo de 1938.
El campo denominado La Gruta fue utilizado para la agricultura y la ganadería hasta que Pablo Müller decide formar una sociedad en 1962, concreada recién en 1964 y llamada Pablo Müller y Cia. S.E.A (Sociedad En comandita por Acciones). Müller fallece en 1965.
Entre los años 1968 y 1969 la sociedad se pone en contacto con PROMOTUR S.R.L (conformada por el Sr. Chiávari y el ing. Rubén Daniel Rábano), quienes comienzan el loteo de 912 ha. En su primera etapa contaba con 900 lotes. Se realizaron algunos trabajos de forestación, la apertura de algunas calles y se llevó la energía eléctrica (entre los años 1970 y 1971), iniciándose así la venta de los primeros terrenos. Los primeros en adquirir terrenos fueron los Sres. Terranova, Zanconi, Evangelista, Giorgetti, Fiocca, entre otros; además de Osvaldo J. Ochoa, siendo él quien crea el Club de Ojo en la Gruta (sector donde hoy se encuentra el camping). Este country club privado contaba con restaurante (50 personas de capacidad), cancha de tenis, fútbol, bochas, sanitarios, vestuarios y una pileta de grandes dimensiones, todo esto en un predio de 4 ha.
Mostrándose interesados en promover el desarrollo del lugar es que el día 2 de diciembre de 1970 se firma el acta constitutiva de la sociedad de fomento, dándole como nombre “SOCIEDAD DE FOMENTO Y TURISMO DE VILLA SERRANA LA GRUTA”, tomándose esta fecha como fundacional.
Los estatutos sociales fueron aprobados por el Poder Ejecutivo de la provincia de Buenos Aires el 13 de noviembre de 1972, pasando a ser reconocida por entidades de bien público y por la municipalidad de Tornquist.
En ese mismo año, la  Cooperativa Eléctrica limitada de Tornquist lanza un plan de ampliación de tendido de líneas en el partido, invitando a la Sociedad de Fomento integrarse al plan mencionado, finalizando el tendido eléctrico en 1976 y concretando el alumbrado público de la Villa en el año 1977.
Hacia el año 1987 se construye el puente peatonal que cruza el arroyo Ventana por iniciativa y con fondos de los vecinos.
En 1986 se produjo un incendio forestal que arrasó con más de 3000 ha en la zona, por ese motivo la Sociedad de Fomento inició una campaña para reponer los árboles dañados convocando a distintas sociedades de la región y la zona para concretar ese objetivo, comenzando la campaña de reforestación el día 13 de junio de 1987 plantándose más de 3500 árboles.
Desde el Ministerio de Gobierno de la provincia de Buenos Aires se piden los antecedentes de la campaña de reforestación y se determina que Villa Serrana la Gruta será la sede de la fiesta provincial del árbol, mediante decreto Nº10374/87.
Entre los años 1986 y 1987 se construye en un terreno de cinco hectáreas donado por el señor De palma para tal fin, la capilla de nuestra Señora de Fátima.
El día 25 de octubre de 1987 y luego de celebrar la santa misa en la parroquia Santa Rosa de Lima de la localidad de Tornquist fue trasladada una imagen de la Virgen de Fátima hacia la nueva capilla donde fue entronizada.
Recién para el año 1996 se construye el portal del predio, y el 7 de mayo de 2005 se da por inaugurada una iglesia de singular arquitectura, en su interior se encuentra una bellísima imagen de la Virgen tallada en madera y con incrustaciones de piedras la que fue traída desde Portugal en agosto del mismo año.
Se realizan año tras año en los meses de mayo y octubre peregrinaciones al Santuario, convocando a miles de peregrinos movidos por su devoción.
Villa Serrana la Gruta siguió creciendo y actualmente cuenta con un delegado municipal y un puesto policial.
Con el correr de los años se han multiplicado las construcciones y son varias las familias que residen en forma permanente en ella disfrutando de las bellezas y la paz del lugar.
En 2002 se logra ampliar el puente peatonal, se lo ilumina, y se extiende el alumbrado público. En 2004 se construye el portal que nos destaca entre otras localidades con aportes municipales y fondos propios de los vecinos de la Villa.

## Turismo

### Parque provincial Ernesto Tornquist
Dispone de áreas forestadas y parquizadas, fogones y baños, disfrutando una jornada al aire libre y en contacto con el ambiente serrano. Con antelación puede solicitarse una muestra audiovisual con la explicación del guardaparque o guía voluntario: instruir sobre la importancia del parque y su trabajo de protección y conservación de las especies autóctonas y endémicas.